# Conflit d'intérêts
Un conflit d’intérêts peut se définir comme une situation où une ou plusieurs personnes ou institutions sont au centre d’une prise de décision où leur objectivité et leur neutralité peuvent être remises en cause.
Un conflit d’intérêts apparaît en particulier quand un individu ou une organisation doit gérer plusieurs liens d’intérêts qui s’opposent, dont au moins un est susceptible de corrompre la motivation à agir sur les autres, ou au moins de donner cette impression (on parle alors d’« apparence de conflit d’intérêts »).
Un conflit d’intérêts apparaît ainsi chez une personne physique ayant à accomplir une fonction d’intérêt général et dont les intérêts personnels sont en concurrence avec la mission qui lui est confiée par son administration ou son entreprise. Le conflit d’intérêts est fréquent chez les économistes, mais il est également mis en visibilité chez les journalistes qui font des prestations (« ménages ») dans les entreprises,, ou chez les scientifiques, dans les professions de santé. Ces professions adoptent parfois une charte de déontologie professionnelle, des obligations de déclaration ou mettent en place des comités d’éthique afin de réduire ces dérives, tendre vers plus impartialité ou conserver la confiance du public.
Le conflit d’intérêts n’est pas, en droit français, automatiquement un délit civil ni un délit pénal. Pour l'avocat en situation de conflit d'intérêts, ce sera en tout cas un manquement déontologique. Ce sont le trafic d’influence, l’insincérité d’une déclaration obligatoire et la prise illégale d’intérêts qui peuvent en découler qui sont délictueux,,.
Même dans les cas où il n’y a aucune preuve d’acte préjudiciable, un conflit d’intérêts peut créer une apparence d’indélicatesse susceptible de miner la confiance des salariés ou des citoyens en la capacité de la personne incriminée à assumer sa ou ses responsabilité(s).
Dans un livre publié en 2018, Stéphane Horel définit le conflit d’intérêts comme « une situation dans laquelle un jugement concernant tout intérêt public risque d’être influencé par un intérêt privé ».

## Historique
Les archives contiennent de nombreux exemples de textes juridiques anciens visant à ce que des personnes ayant des charges à responsabilité ne soient pas juge et partie ; par exemple dans l’administration des Eaux et Forêts, Jean-Baptiste Colbert a fait en sorte (par ordonnance) qu’il soit « défendu à tous Ecclésiastiques & à tous Officiers des parlements, Grands Conseils, Chambres des Comptes, Cours des Aides, autres Cours & juridictions, de tenir ou exercer soit en titre ou par commission, aucunes charges dans les juridictions des Eaux & Forêts, à peine de nullité des provisions & de 3 000 liv. d’amende (Art 12 du titre 2). Il ne peut y avoir dans la même maîtrise de parents ou alliés jusqu’au degré de cousin germain inclusivement (Art; 5 du tit. 2). Aucun officier ne peut tenir deux charges à la fois dans la Maîtrise, (…) ».

## Définition partagée
Les liens d’intérêts peuvent provoquer des conflits d’intérêts. Ce sont deux notions liées mais distinctes.
Une définition et un guide de bonnes pratiques concernant le conflit d’intérêts dans les services publics ont été proposés par l’Organisation de coopération et de développement économiques (OCDE), contenant des recommandations pour la gestion de ce risque. Cette définition et ces recommandations ont été reprises en 2012 par les auditeurs européens de la cour des comptes (European court of auditors). Dans ce cadre, le conflit d’intérêts est « tout conflit potentiel survenant quand un agent public a des intérêts privés tels qu’un conflit d’intérêts pourrait survenir si le fonctionnaire devait à l’avenir officiellement s’impliquer, avec des responsabilités, dans les domaines concernés (c’est-à-dire conflictuel) ».
Sur cette base, un audit de la Cour des comptes européenne a constaté en 2012 des conflits d’intérêts manifestes au sein l’Agence européenne de sécurité des aliments (EFSA) un défaut de dispositif de prévention et/ou résolution de ces conflits dans quatre agences européennes « devant prendre des décisions importantes concernant la sécurité et la santé des consommateurs » : Agence européenne de la sécurité aérienne (EASA), Agence européenne des produits chimiques (ECHA), l’Agence européenne de sécurité des aliments (EFSA) et l’Agence européenne des médicaments (EMA).

## Variétés de conflits d'intérêts
Parmi les situations à risque de conflit d’intérêts, on peut mentionner :
- les opérations entre apparentés (en), où par exemple un cadre ou administrateur d’entreprise prend une décision financière affectant ses propres intérêts financiers en tant qu’individu ou les intérêts financiers d’un membre de sa propre famille, etc.
- le délit d’initié (par exemple et surtout lorsqu’il s’agit de transactions boursières faites au détriment des actionnaires par les employés de ceux-ci) ;
- le népotisme et le favoritisme politique dans l’octroi de contrats et dans les nominations à des postes de responsabilité ;
- l’acceptation par une personne responsable de fonctions décisionnelles de « cadeaux » ayant une valeur plus que symbolique ou de pots-de-vin offerts par des personnes au sujet desquelles la personne responsable est appelée (dans l’exercice de ses fonctions) à prendre des décisions ou à exercer son jugement ;
- le recours aux prête-noms et aux auteurs fantômes, par exemple dans la recherche médicale sur les produits pharmaceutiques.

Les risques et les conséquences d’une mauvaise gestion des conflits d’intérêts augmentent dans les instances peu transparentes, et dans les instances prenant des décisions importantes pour l’économie, la finance, la recherche…

## Situations parfois inévitables
Dans certaines circonstances, des situations de « risque inhérent » de conflit d’intérêts surviennent inévitablement. Elles peuvent porter sur les intérêts passés, présents et/ou à venir. Elles peuvent concerner l’emploi de l’expert, sur fonctions liées à la recherche ou encore aux stratégies de développement ou de financements.
Les conflits d’intérêts peuvent se produire du niveau des conseils d’administration à ceux des personnels des organismes, (administrateurs, cadres, experts et acteurs des prises de décisions, en passant par les membres des chambres de recours quand elles existent (ex : à l’AESA ou au sein de l’ECHA en Europe, de même pour les agences nationales du même type) sans oublier les parties prenantes des organisations via les comités consultatifs scientifiques, comités d’experts, forums et autres lieux et processus d’expertise.
De tels conflits d’intérêts, avérés ou potentiels, sont inévitables, mais ils ne traduisent pas nécessairement une mauvaise gouvernance, ni une situation de corruption.
Ils surviennent toujours ou parfois dans les situations suivantes :
- domaines nécessitant une expertise très avancée, rare voire quasiment unique. Dans ces cas, les instances publiques et l’industrie ou la finance sont généralement en compétition pour les mêmes experts. Par exemple, en Europe, l’AESA est l’agence qui fournit les certificats de sécurité pour l’aviation civile. Son personnel doit donc avoir une grande connaissance technique du domaine, laquelle est généralement acquise en travaillant dans l’industrie ou pour les autorités nationales de l’aviation ; dans un tel contexte, le risque est élevé que le personnel de l’agence puisse être influencé ou bénéficier de ses relations (anciennes ou à venir) avec ces entités qu’elles doivent évaluer et contrôler[18] (l’ESFA, l’ECHA qui doit suivre l’application de la directive Reach ou l’EMA vivent des situations comparables)[18] ;
- cas de coopération nécessaire et étroite avec des autorités politiques ou militaires, avec la recherche ou l’industrie ;
- quand le principe de subsidiarité est inapproprié ou mal appliqué (en Europe, certaines agences délèguent ainsi aux États-membres des expertises dont le résultat pourra affecter positivement ou négativement leur économie ou leur image) ;
- situation de partenariat avec une ou des parties prenantes qui peuvent par exemple être des représentants de l’industrie, des fabricants, des opérateurs, des distributeurs, des représentants de l’agriculture industrielle ou de consommateurs ayant des intérêts particuliers, etc.

Ce sont alors des dispositifs de plus grande transparence, voire d’éthique qui peuvent être mobilisés.

## Types de conflits d'intérêts
Voici les formes les plus courantes de conflits d’intérêts.

### Contrat avec soi-même
Il y a conflit d’intérêts lorsque dans une transaction la personne prenant la décision de choisir le fournisseur a elle-même des intérêts chez ce fournisseur. Comme un élu municipal chargé d’appel d’offres attribué à une entreprise dont il est peut-être lui-même le gérant, l’actionnaire ou le salarié, ce qui est un intérêt financier. Ou autre variante : ce même élu municipal chargé d’octroyer une subvention à une association sportive (comme un club de football) dans laquelle évolue son frère, son fils ou toute autre personne dont le lien de parenté lui est proche, ce qui est un intérêt familial.

### Conflit de mission
Il y a conflit d’intérêts lorsque deux responsabilités sont exercées simultanément alors qu’elles peuvent entrer en conflit. Par exemple, un cabinet d’avocat qui défendrait simultanément le plaignant et le défenseur dans une action en justice. Ou lorsqu’une banque traite un actif financier pour le compte d’un client, mais aussi pour compte propre, ou bien lorsqu’un haut fonctionnaire injecte de l’argent public dans une entreprise et en prend ensuite la direction.

### Intérêts familial
Il y a conflit d’intérêts lorsqu’un conjoint, un enfant ou tout autre proche est employé (ou posant sa candidature) dans une société... justement contrôlée par un membre de la famille. C’est pour cela qu’il faut souvent spécifier sur le dossier de candidature si l’on a de la famille dans l’entreprise. Si oui, le parent évitera de participer à la prise de décision d’embauche.
Des dons ou cadeaux des amis avec lesquels on est en affaire professionnellement. Par exemple, un fournisseur qui inviterait les employés de son entreprise cliente en séjour de vacances[style à revoir].
D’autres actes qui sont parfois classés comme des conflits d’intérêts peuvent être classés différemment.
Échanger directement une faveur contre de l’argent relève de la corruption.
L’utilisation à titre personnel des biens d’une entreprise peut être considérée comme un vol ou un détournement et/ou un abus de biens sociaux.

## Par domaine

### En politique
Les liens d’intérêts d’élus (par exemple de parlementaires) avec des industries ou d’autres groupes de pression peuvent entrer en conflit avec leur devoir d’agir pour le bien commun de la population.

### Dans les secteurs médical et pharmaceutique
Compte tenu des aspects éthiques et socioéconomiques du marché des médicaments et soins aux patients, le « conflit d’intérêts » est un enjeu particulièrement important dans ce secteur où de tels conflits peuvent notamment influer sur les choix thérapeutiques.
« Il y a conflit d’intérêts lorsque les choix opérés par le médecin, le chercheur ou l’expert dans un domaine essentiel comme le bien-être du patient, l’intégrité de la recherche ou le bien-fondé d’une recommandation, risquent d’être compromis de manière significative par un objectif concurrent tel le gain financier, la notoriété ou la capacité à lever des fonds de recherche ». 
Ces conflits peuvent concerner :
1. les « bénéfices primaires » (gains financiers pour ceux qui en bénéficient, honoraires ou prise en charge de frais ; et aussi gains en nature tels que cadeaux, billets d’avion, échantillons, etc.)[21] ;
2. des « intérêts secondaires » (reconnaissance professionnelle, carrière académique, capacité à obtenir des fonds de recherche, pouvoir…)[21]. 
La notoriété, le prestige personnel du médecin, du chercheur ou de l’enseignant universitaire entrent aussi dans cette catégorie[22]. Les conflits d’intérêts financiers sont associés avec des résultats plus favorables au financeur[23].

Une étude (1998) a montré que sur 107 études sur le tabagisme passif, 37 % concluaient qu’il n’était pas nocif ; les trois quarts de celles-ci étaient financées par l’industrie du tabac (le seul facteur corrélé au résultat), et seules 23 % indiquaient leur source de financement.
Au tournant du XXIe siècle, les études financées par l’industrie ont quatre fois plus de chances d’être favorables à l’industrie concernée. Et l’industrie finance les trois quarts des études publiées dans les principales revues hebdomadaires.
En avril 2011 en France, après un recours du formindep, le Conseil d’État enjoignit d’abroger une recommandation thérapeutique sur la prise en charge du diabète à la Haute Autorité de santé parce qu’elle n’avait pu prouver qu’aucun des experts ayant siégé au sein du groupe de travail chargé de sa rédaction n’avait de liens avec des entreprises pharmaceutiques intervenant dans ce domaine. Cette décision amena des agences sanitaires à modifier leur politique concernant la prévention des conflits d’intérêts.
Le 16 avril 2015, lors d’une audition sous serment par la commission d’enquête sénatoriale sur le coût financier de la pollution de l’air, en tant que représentant de l’Assistance Publique-Hôpitaux de Paris, Michel Aubier déclare n’avoir « aucun lien avec les acteurs économiques du secteur » alors qu’il était salarié du groupe Total depuis 1997. Plusieurs sénateurs, parmi lesquels Leila Aïchi, rapporteure de la commission d’enquête sur le coût économique et financier de la pollution de l’air, se sont « étonnés » des réponses du docteur Aubier pendant son audition, l’accusant de minimiser l’impact de la pollution sur la population qu’il est supposé soigner.
Le 28 avril 2015, le bureau du Sénat décide à l’unanimité de demander à son président (Gérard Larcher), de saisir le parquet « sur les suites à donner aux déclarations litigieuses tenues sous serment » par le professeur Aubier. C’est une première dans l’histoire parlementaire. Le 5 juillet 2017, ce dernier est condamné par la 31e chambre correctionnelle de Paris à une peine de six mois de prison avec sursis et à une amende de 50 000 euros pour faux témoignage.
En 2022, après consultation des bases de données sur le financement des chercheurs en médecine et pharmacochimie par l’industrie, rendues accessibles au public dans ce pays par le gouvernement australien, une étude a porté sur 120 essais de médicaments, publiés les huit premiers mois de 2020 par 323 auteurs australiens. Elle montre qu’environ un quart des chercheurs australiens en médecine clinique ne divulguent pas (ou pas complètement) leurs conflits d’intérêts (argent reçu de l’industrie pharmaceutique pour la fourniture de conseil, des réunions consultatives, des honoraires de conférencier, des événements éducatifs…) lors de la soumission aux revues scientifiques de manuscrits manuscrits relatifs aux essais cliniques de médicaments. En outre, 43 % des essais publiés avaient des déclarations d’intérêt incomplètes. Les déclarations incomplètes étaient aussi fréquentes dans les revues demandant aux auteurs de respecter les recommandations du Comité international des éditeurs de revues médicales (divulguer les fonds reçus au cours des trois années précédentes de toute société développant le même type de traitement testé, et pas seulement les sponsors de l’essai) que dans les revues moins regardantes sur ces déclarations. Ces résultats ne peuvent que sous-estimer le taux réel de conflits potentiels d’intérêt, car ils se basent sur les seules déclarations de l’industrie pharmaceutique et médicale.

Des conclusions similaires ont été faites aux États-Unis (où, depuis 2014, l’industrie pharmaceutiques et les fabricants d’appareils médicaux doivent déclarer les paiements aux prestataires de soins de santé).
Barbara Mintzes, chercheuse en politique pharmaceutique à l’Université de Sydney, en Australie, qui a co-dirigé l’étude juge ce fait d’autant plus préoccupant qu’il concerne des essais de médicaments, alors qu’on sait que l’industrie pharmaceutique peut influencer les pratiques de prescription et fausser les résultats de la recherche.
Selon une méta-analyse (2021) d’études surtout américaines, environ les deux tiers des auteurs d’essais cliniques avaient omis au moins un conflit financier dans leurs travaux publiés.

### En économie
Les économistes constituent sans doute la profession qui a le plus d’influence sur les hommes politiques, c’est pourquoi l’indépendance de leurs travaux peut être sujette à caution lorsque ces mêmes économistes occupent des fonctions autres qu’académiques. Un économiste rémunéré par une institution privée pourra ainsi être influencé dans le choix de ses travaux et dans l’orientation de ses conclusions.
- Aux États-Unis, la plus grande association d’économistes (l’American Economic Association) a pris conscience de l’existence de nombreux conflits d’intérêts potentiels pour les économistes rémunérés par des institutions financières ou des entreprises privées. C’est pourquoi elle adopta la règle consistant à imposer la transparence sur les différentes sources de revenus des économistes[35].
- En France, les critiques de conflits d’intérêts visent plus particulièrement les économistes du Conseil d’analyse économique (CAE) et du Cercle des économistes (CE)[2] : il est reproché à ces économistes d’une part d’avoir des liens trop étroits avec le monde financier et les entreprises ce qui abolit toute distance et indépendance, et d’autre part à ne pas révéler ces liens[36],[37]. Les économistes visés rejettent cependant ces critiques et considèrent que leur lien avec le monde de la finance n’a pas de conséquence sur l’indépendance de leurs analyses[38].

### En journalisme
Les médias observent dans bien des cas l’application de la jurisprudence Anne Sinclair, du nom de la journaliste de TF1 Anne Sinclair qui avait démissionné en 1997 de l’émission d’actualité et d’interview qu’elle présentait, pour éviter une situation de conflit d’intérêts, son mari étant devenu ministre.

### Dans le secteur public
De nombreux acteurs privés, à l'instar des consultants, travaillent pour secteur public. On retrouve dans ce cas quatre types de conflits d'intérêts : les intérêts personnels et les relations, le travail pour des clients aux intérêts contradictoires, la maximisation des intérêts du cabinet plutôt que du client et le phénomène des "portes tournantes" qui vise à tirer parti de relations personnelles au sein de l'organisme public pour influencer les décisions.

## Prévention des conflits d'intérêts
Dans un nombre croissant de pays, dans le domaine public, des règles imposent certaines incompatibilités de fonctions. La première est généralement la séparation des pouvoirs, la seconde est la séparation entre fonction publique et activités marchandes ou commerciales.
D’autres règles imposent aussi aux experts et évaluateurs ou décideurs la déclaration (declaration of interests, DOI) de liens de parenté ou de connexité, ou obligent à décliner une mission lorsque la situation se présente. Les grandes agences disposent de listes d’experts — conseillers, évaluateurs, relecteurs, etc. — dont les intérêts doivent être déclarés. Ces listes sont difficiles à gérer et mettre à jour (ex. : en 2011, l’Agence européenne des médicaments (EMA) devait gérer une liste de 3 800 experts impliqués dans ses activités et l’Autorité européenne de sécurité des aliments (EFSA) en avait 1 200), aussi demande-t-on généralement aux experts de signer une nouvelle déclaration à chaque intervention. Mais les processus de vérification ou de punition en cas de non-respect des règles éthiques n’existent parfois pas ou sont insuffisants.
Certains emplois ou missions sont assortis d’une interdiction de cumul de mandats, considérés comme incompatibles par la déontologie et/ou la réglementation de ces professions. C’est le cas des fonctions d’agent public (fonctionnaire, juré, tuteur, expert judiciaire, témoins), d’avocat, médecin, homme politique, cadre ou un dirigeant d’entreprise. Ainsi un médecin ne peut vendre les médicaments qu’il prescrit ni être en même temps pharmacien ; l’architecte ne peut, sur le même chantier, être en même temps entrepreneur, etc., les avocats gérants de sociétés, les fonctionnaires chefs d’entreprise, etc.

### Monde
Dans le monde, des conflits d’intérêts sont pourtant régulièrement évoqués et dénoncés, dont dans les secteurs politiques, financiers, industriels ou de la recherche. Pour les limiter ainsi que les abus de position dominante, notamment pour détermination du taux de base interbancaire, un nombre grandissant d’experts en matière de régulation financière recommandent l’adoption de réformes structurelles profondes, notamment en France où les économistes du Forum mondial des fonds de pension et du CJD estiment, qu’au-delà de simples dispositions législatives et réglementaires nationales, il convient d’adopter une grande loi-cadre inspirée du Glass-Steagall Act permettant de limiter les nombreux risques d’abus inhérents à tout oligopole faiblement régulé,.
Ce point de vue s’est développé à la faveur de la « Crise du Libor » au cours de l’été 2012, les éditorialistes du Financial Times au Royaume-Uni appelant désormais à l’adoption rapide d’un Glass Steagall II pan-européen.

### Union européenne
En Europe, dans les années 2000 plusieurs cas présumés ou avérés de conflits d’intérêts impliquant certaines agences de l’UE ont été rapportés dans la presse et suscité des inquiétudes au sein du Parlement européen. Le Parlement européen a « en partie pour cette raison » refusé (reporté en fait) son approbation des comptes 2010 de deux agences (EMA et EFSA) pour « une insatisfaisante gestion des conflits d’intérêt ».
En 2011, une résolution du Parlement européen a donc demandé à la Cour d’« entreprendre une analyse évaluative complète de l’approche des Agences en matière de gestion des situations où il y a de potentiels conflits d’intérêt ».
Dans un premier rapport préparé en 2011 et publié en 2012, la cour des comptes a rappelé qu’il « n’existe pas encore de cadre réglementaire global de l’UE consacré aux conflits d’intérêts qui assurerait des exigences minimales comparables d’indépendance et de transparence applicable à toutes les agences de l’UE et à tous les joueurs clés qui influent la stratégie, les opérations et les prises de décision. » En l’absence de cette réglementation-cadre, ce sont les directives de l’OCDE qui servent de référence internationale pour les audits européens.

### France
En France, une Commission de déontologie de la fonction publique a pour mission de réguler l’évolution professionnelle des fonctionnaires qui quittent la fonction publique. Il en est de même pour les militaires avec la commission de déontologie des militaires. À la suite de l’affaire Woerth-Bettencourt, Nicolas Sarkozy a annoncé le 12 juillet 2010 la mise en place d’une commission de réflexion pour la prévention des conflits d’intérêts dans la vie publique, pour réfléchir à la façon dont la loi pourrait empêcher toute forme de conflit d’intérêts.
En 2013, alors que le conflit d’intérêts n’était jusqu’alors appréhendé par le droit français que sous l’angle de la prise illégale d’intérêts (telle que définie par l’article 432-12 du Code pénal), la législation définit enfin le conflit d’intérêts, comme « toute situation d'interférence entre un intérêt public et des intérêts publics ou privés qui est de nature à influencer ou à paraître influencer l'exercice indépendant, impartial et objectif d'une fonction ».
Depuis la loi no 2016-483 du 20 avril 2016 relative à la déontologie et aux droits et obligations des fonctionnaires, la notion de conflit d’intérêts est précisée : « constitue un conflit d'intérêts toute situation d'interférence entre un intérêt public et des intérêts publics ou privés qui est de nature à influencer ou paraître influencer l'exercice indépendant, impartial et objectif des fonctions ».
Le fonctionnaire veille à faire cesser immédiatement ou à prévenir les situations de conflit d’intérêts dans lesquelles il se trouve ou pourrait se trouver.
À cette fin, le fonctionnaire qui estime se trouver dans une situation de conflit d’intérêts lorsqu’il :
- Est placé dans une position hiérarchique, saisit son supérieur hiérarchique ; ce dernier, à la suite de la saisine ou de sa propre initiative, confie, le cas échéant, le traitement du dossier ou l’élaboration de la décision à une autre personne ;
- A reçu une délégation de signature, s’abstient d’en user ;
- Appartient à une instance collégiale, s’abstient d’y siéger ou, le cas échéant, de délibérer ;
- Exerce des fonctions juridictionnelles, est suppléé selon les règles propres à sa juridiction ;
- Exerce des compétences qui lui ont été dévolues en propre, est suppléé par tout délégataire, auquel il s’abstient d’adresser des instructions. »
- La loi a également introduit une protection statutaire des agents dénonçant un conflit d’intérêts.

Pour assister la hiérarchie et l’agent lui-même dans la détermination et la résolution des conflits d’intérêts, la loi a créé la fonction de référent déontologue. Ces référents déontologues peuvent cumuler leurs fonctions avec celles de référent alerte destiné à recueil des signalements d’alerte au sens donné par la loi Sapin II. Leur positionnement doit leur permettre d’exercer leurs fonctions au plus près de la haute hiérarchie. Leur mise en place a été progressive notamment dans les ministères.
Le Code de la santé publique encadre l’exercice des professions médicales pour prévenir les conflits d’intérêts. L’article L4113-13 stipule en effet que « les membres des professions médicales qui ont des liens avec des entreprises et des établissements produisant ou exploitant des produits de santé ou avec des organismes de conseil intervenant sur ces produits sont tenus de faire connaître ces liens au public lorsqu'ils s’expriment sur lesdits produits lors d'une manifestation publique, d'un enseignement universitaire ou d'une action de formation continue ou d’éducation thérapeutique, dans la presse écrite ou audiovisuelle ou par toute publication écrite ou en ligne ».
La loi a également rendu obligatoire une déclaration publique des liens d’intérêt de toute nature pour certaines personnes apportant de manière permanente ou temporaire leur concours à la Haute Autorité de Santé, notamment au travers des articles L.1451-1 et suivants du Code de la santé publique ainsi que R.1451-1 et suivants du même code.

### Belgique
En Belgique, sous l’impulsion du Conseil supérieur de la santé, c’est le 20 février 2014 que le Moniteur Belge a publié les dispositions de la « Loi visant à renforcer la transparence, l’indépendance et la crédibilité des décisions prises et avis rendus dans le domaine de la santé publique, de l’assurance maladie, de la sécurité de la chaîne alimentaire et de l’environnement », qui avait été adoptée par le parlement le 17 juillet 2013. Pour plus de détails sur la philosophie générale et les procédures qui ont guidé la promulgation de la législation belge : Position Paper du Conseil publié le 7 novembre 2012. Le Conseil a d’ailleurs été le premier organe d’avis scientifique belge indépendant à rendre public, sur son site web, les déclarations d’intérêts de ses experts et tente, à l’heure actuelle, de généraliser ses procédures à l’ensemble des autres institutions belges.

## Difficultés

### Évaluation extérieure (déclaration d'intérêts)

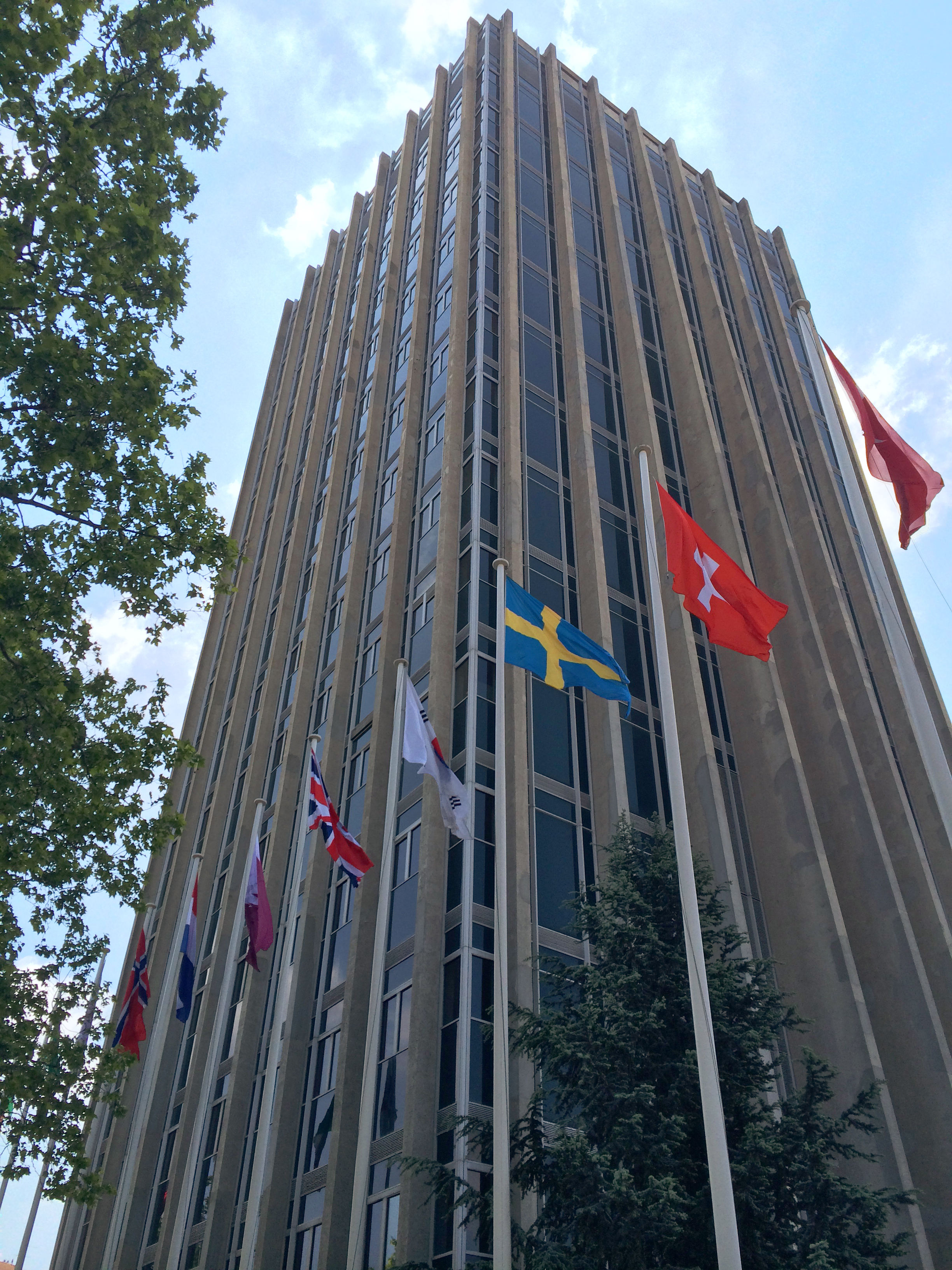
Le Centre international de recherche sur le cancer est l’une des seules institutions à appliquer strictement une politique visant à éliminer les conflits d’intérêts.

Outre que les entités concernées manquent de moyen et de temps pour vérifier les déclarations de non-conflit d’intérêts des parties, c’est souvent seulement après la nomination des candidats qu’un conflit d’intérêts est mis au jour.
De plus, dans ces cas, certains organismes (Agences, telle que l’EMA par exemple) créés par les États ou l’Europe n’ont pas le pouvoir de remplacer les membres concernés de leur conseil d’administration ni les experts dont ils ont besoin. La Cour des comptes européenne considère en 2012 que les profils des candidats (experts, personnels et membres des conseils d’administration) ne sont pas assez finement évalués du point de vue des conflits d’intérêts et de leur rôle dans les agences. Ce screening est une des recommandations essentielles des bonnes pratiques recommandées par l’OCDE. Il concerne aussi les parties prenantes associées : ainsi en 2011, une Agence européenne (EMA) demandait une déclaration imposant la déclaration annuelle des revenus reçus de l’industrie mais – note la Cour des comptes européenne – sans disposer de normes claires, ni de seuil à ne pas dépasser, pouvant ainsi potentiellement faire participer aux activités de l’EMA des représentants de patients ou de consommateurs par ailleurs entièrement financés par une société pharmaceutique.

### Évaluation personnelle (dissonance cognitive)
Être en situation de conflit d’intérêts peut générer une dissonance cognitive (inconfort psychologique quand nos actions sont en désaccord avec nos valeurs) et amener à se trouver des excuses (déni, minimisation, etc.) pour retrouver une certaine cohérence, par exemple :
- En 1997, le scientifique Kenneth Rothman publie une étude (sur un cancer lié à l’industrie chimique) dont la rubrique « Financement » liste une vingtaine d’entreprises dont Dow Chemical, Exxon et Texaco et la rubrique suivante « Conflit d’intérêts : aucun ».
- En 2010, le professeur Ambroise Martin publie un article en nutrition dans lequel il déclare ne pas avoir d’« intérêt spécifique » à déclarer, alors qu’il reçoit de l’argent de l’industrie agroalimentaire (Ajinomoto, Danone, Lesieur et Nestlé).
- En 2017, le scientifique John Acquavella ne voit pas de contradiction entre le fait d’être rémunéré par Monsanto (pour un travail sur un de ses herbicides le glyphosate) et le fait que qualifier ce travail rémunéré d’« indépendant ».

## Transparence du financement
Cette transparence et des règles fixes de financement sont recommandées en Europe depuis 2010 par la cour des comptes. En 2010, cette dernière avait constaté que certaines Agences européennes, dont le conseil d’administration est principalement constitué de représentants des autorités nationales (AN), déléguaient une partie de l’expertise à ces mêmes autorités nationales sur la base de contrats-cadres et de financement à taux forfaitaires variant selon les agences, et ne reflétant pas le vrai coût des travaux effectués et décidés par ce même conseil d’administration… alors qu’un appel d’offres (hormis dans les cas d’urgence) répondrait aux besoins des agences tout en limitant les risques de dérives non éthiques.
En 2012, cette recommandation n’était pas encore suivie par certaines agences. Au sein de l’AESA, précise la Cour, les Autorités nationales sont supposées avoir été contrôlées par l’Agence dans le cadre du processus de normalisation et d’accréditation, mais ce sont ces mêmes AN que l’on retrouve représentées au conseil d’administration où elles sont donc potentiellement juges et parties. Un risque supplémentaire existe quand un expert ou une entité nationale chargée d’une expertise sous-traite tout ou partie de l’expertise.

## Formulaire de déclaration d'intérêts

### Dans la science
En 2018, la journaliste Stéphane Horel, spécialiste du sujet, propose un formulaire de déclaration d’intérêts idéal pour l’expertise scientifique. Il devrait renseigner toutes les collaborations, rémunérées ou non, des cinq années précédentes (y compris pour les parents proches). Les rubriques à renseigner sont les suivantes :
- Emploi principal et fonction, à temps plein ou partiel, ainsi que toute négociation sur un emploi ou une collaboration à venir ;
- Actions et parts de sociétés ;
- Droits intellectuels et brevets ;
- Financements de recherche ;
- Financements de thèses dirigées par l'expert ;
- Membre du conseil d'administration d'une organisation ;
- Membre du conseil consultatif scientifique ou autre d'une organisation ;
- Activité de consultant ;
- Membres d'un groupe de travail ou d'un panel d'experts d'une organisation privée, à but lucratif ou non ;
- Expert ou témoin dans une procédure judiciaire ;
- Missions comme orateur, rédacteur ou formateur ;
- Déplacements, hébergements et repas ;
- Prix, récompenses et dons ;
- Cadeaux, quel que soit le montant ;
- Membre d'association professionnelle ;
- Membre de société savante ;
- Activité auprès d'une revue scientifique ;
- Déclarations et prises de position publiques sur des questions scientifiques.